# Noël Mailloux
Le père Noël Mailloux (25 décembre 1909 à Napierville, Québec - 21 janvier 1997 à Napierville) est un psychologue, un philosophe, un moraliste et un théologien québécois. Il était aussi religieux de l'ordre des Dominicains.
Il est le fondateur de l'Institut de psychologie de l'Université de Montréal  (en 1942), puis du département de psychologie de l’Université de Montréal. Il est aussi considéré comme l'inspirateur de grands psychanalystes québécois tel qu'André Lussier (psychanalyste) et Gabrielle Clerk.

## Honneurs
- 1966 - Prix Léo-Pariseau
- 1975 - Médaille Innis-Gérin
- 1978 - Prix Hermann-Mannheim du Centre international de criminologie comparée
- 1979 - Prix Léon-Gérin
- 1984 - Prix William James de l'American Psychological Association
- 1990 - Membre émérite de l'Association canadienne-française pour l'avancement des sciences